# Nationaal Spaarfonds

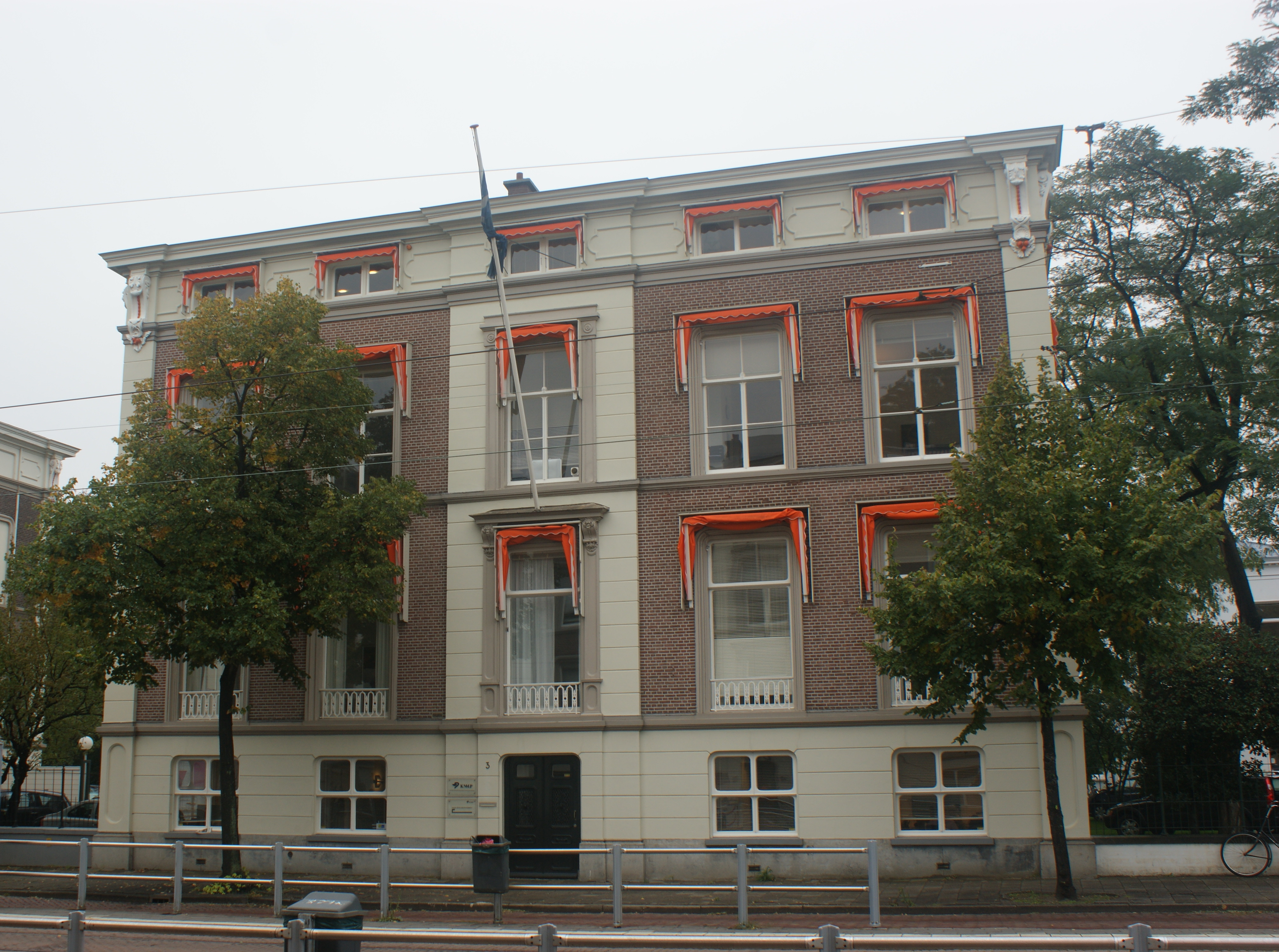
Nationaal Spaarfonds, Den Haag, Alexanderstraat 3

Het Nationaal Spaarfonds in ’s Gravenhage was een spaarkasbedrijf, dat werd opgericht in november 1913 door mr. Frans Theodoor Maria Rive (1877-1944) die tevens de eerste directeur was.

## De eerste jaren
Het Nationaal Spaarfonds (bij de start gevestigd in de Prins Mauritslaan 42) bood spaarkassen aan met verschillende duur, meestal 12, 15 of 20 jaar. Verder adverteerde men met producten, bijvoorbeeld met kapitaalvorming na twaalf jaar door gedurende tien jaar premiestortingen vanaf drie gulden per maand te doen. Het kapitaal kon dienen als bruidsschat of studiebeurs. De premies werden met name belegd in eerste hypotheken op landerijen. 
Voor de deelnemers aan de onderlinge kassen werd tot ongeveer 1930 jaarlijks een vergadering uitgeschreven waarin ze werden geïnformeerd over de stand van zaken.
De eerste wiskundig adviseur was dr. D. P. Moll. Er werden vertegenwoordigers geworven door heel Nederland. Vanaf 1923 kwamen de spaarkasbedrijven onder toezicht van de Verzekeringskamer te staan. 

Amsterdamsche Spaarkas Damrak 48

## Uitbreiding
In maart 1930 overleed de directeur van de Amsterdamsche Spaarkas en daarom wilde het bestuur een fusie aangaan met het Nationaal Spaarfonds, die per 1 juli 1930 zijn beslag kreeg. De Amsterdamsche Spaarkas opende vanaf die datum geen nieuwe jaarkassen, maar beperkte zich tot het beheer van de bestaande jaarkassen. 
In september 1930 vroeg de Verzekeringskamer aan het Nationaal Spaarfonds om van de Algemeene Spaarverzekering (Den Haag) de buitendienst en voorlopig twee jaarkassen over te nemen. De resterende jaarkassen bleken te onrendabel voor het relatief kleine Nationaal Spaarfonds..
Vanwege deze uitbreiding van het bedrijf verhuisde men naar de Alexanderstraat 3. Het embleem van de Amsterdamsche Spaarkas, het groene spaarvarken, werd nu het embleem van het Nationaal Spaarfonds. Men bedacht wel een nieuwe spreuk: Die spaart te laat, vergeefs ’t hem baat. In Nederlands-Indië werd de spreuk: Een penning op zijn tijd bespaard, is naderhand een gulden waard. Maar uiteindelijk werd het toch weer de vertrouwde tekst van de Amsterdamsche Spaarkas: die bi mi spaert gheluck vergaert.

## Overname
Directeur Rive overleed in 1944 en werd opgevolgd door zijn zoon Georg Frans Henri Rive. Het spaartegoed van 26,5 miljoen gulden in 1948 was voor 60% belegd in hypotheken en voor 25% in leningen aan Nederlandse overheden. Tien jaar later was het spaarbedrag gegroeid tot bijna 90 miljoen gulden. In 1964 overschreed het totale spaarbedrag de 120 miljoengrens. In dat jaar droeg de directeur-grootaandeelhouder Rive het bedrijf over aan de Hollandsche Societeit. Qua personeel was het nog steeds een klein bedrijf: 34 mensen in de buitendienst en evenveel in de binnendienst. Twee jaar later ging Rive met pensioen en onderdirecteur P. J. de Smidt volgde hem op.
Het Nationaal Spaarfonds bleef onder eigen naam zich op de spaarmarkt richten, ook nadat het met de Hollandsche Societeit deel uitmaakte van Delta Lloyd. In 1999 fuseerde het Nationaal Spaarfonds met een andere dochter van Delta Lloyd, de Waalwijkse verzekeraar Noord-Braband Verzekeringen. Ze gingen verder onder de naam Nationaal Spaarfonds met Waalwijk als vestigingsplaats. In 2010 werd de vestigingsplaats Arnhem, waarbij de schadeverzekeringen werden overgezet naar OHRA dat in 1999 was overgenomen door Delta Lloyd.
In 2017 werd Delta Lloyd overgenomen door NN Group en daarmee werd ook het Nationaal Spaarfonds onderdeel van Nationale Nederlanden.

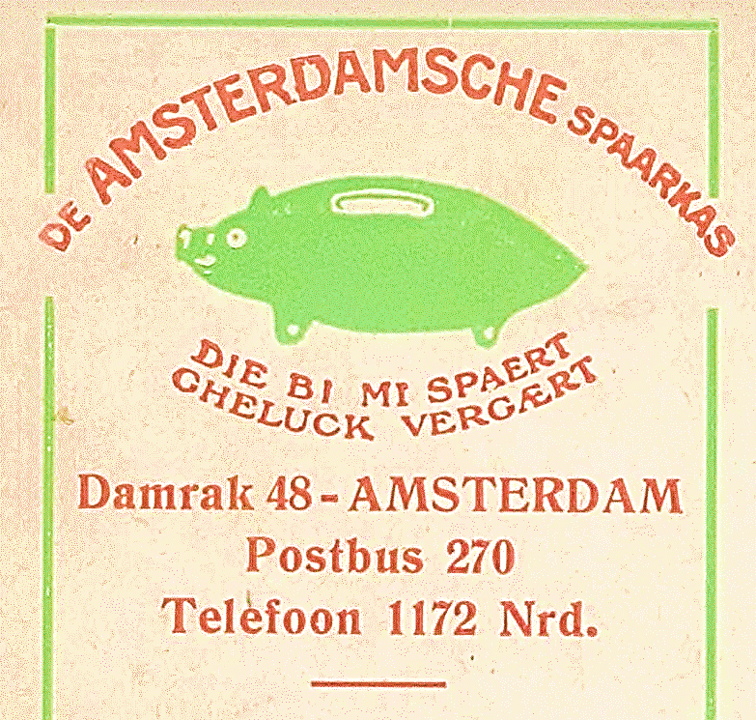
Embleem van De Amsterdamsche Spaarkas
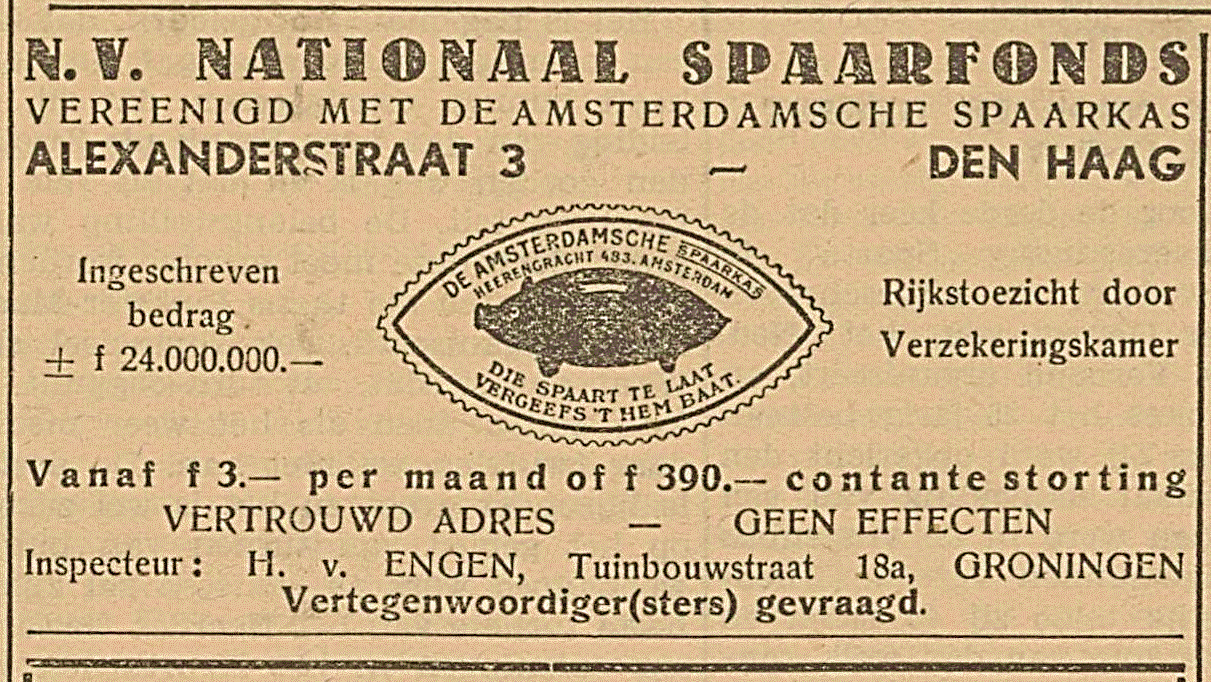
Advertentie na de samenvoeging Amsterdamsche Spaarkas met Nationaal Spaarfonds
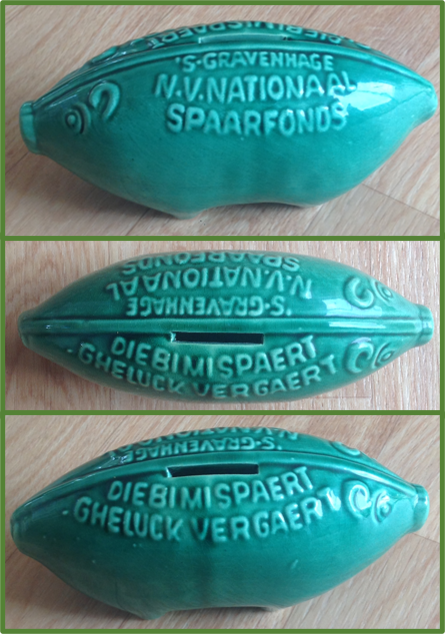
spaarvarken Nationaal Spaarfonds, relatiegeschenk